# Iryna Syssojenko

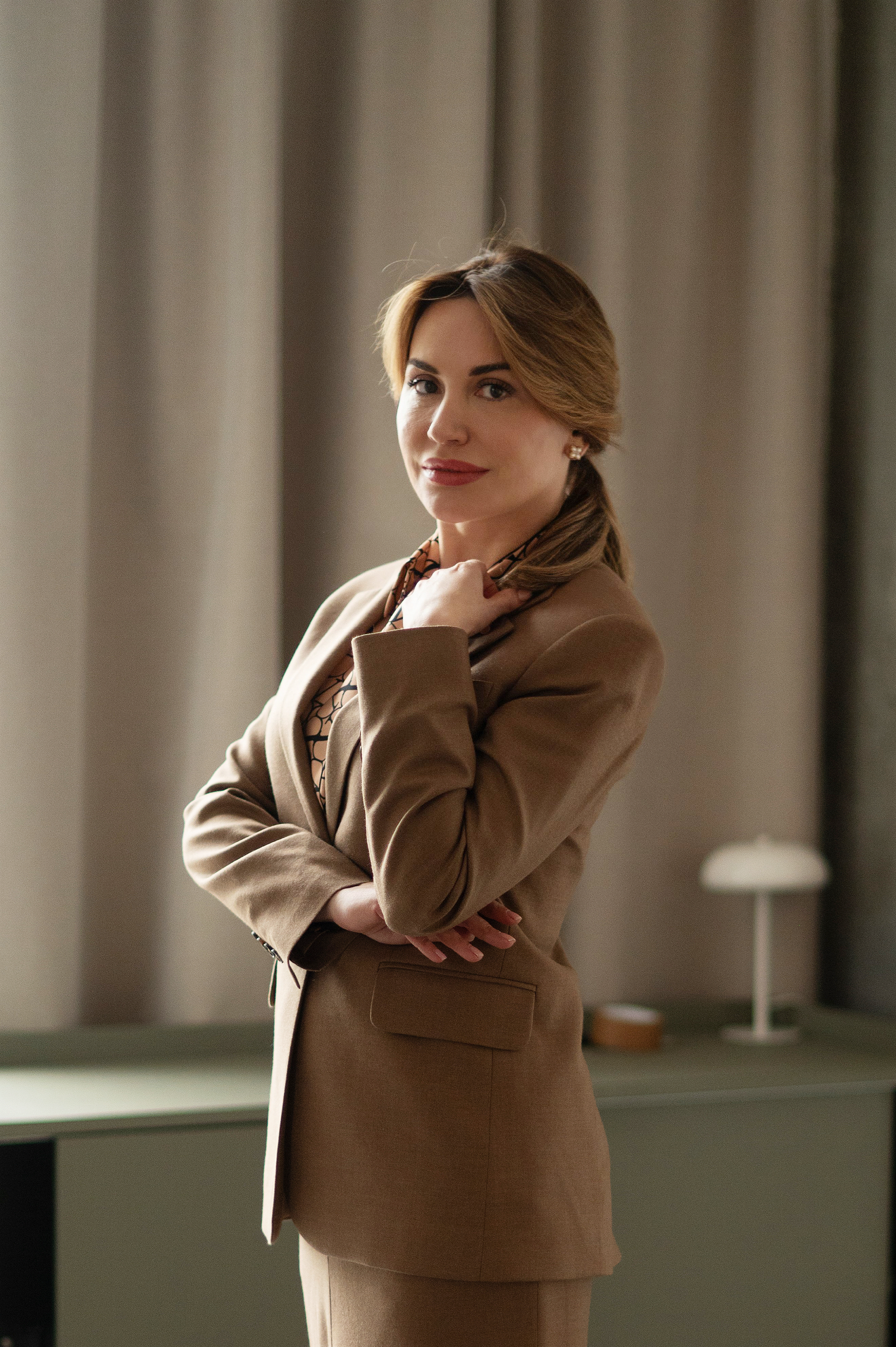
Iryna Syssojenko (2024)

Iryna Wolodymyriwna Syssojenko (ukrainisch Ірина Володимирівна Сисоєнко, * 6. März 1982 in Mykolajiw, Ukrainische SSR) ist eine ukrainische Juristin und Politikerin der Partei Samopomitsch.

## Biografie
Im Jahr 1999 machte sie ihren Schulabschluss an einer Oberschule in Mykolajiw. Im Jahr 2003 schloss sie an der Internationalen Solomon-Universität in Kiew ihr Studium der Rechtswissenschaft ab. Von 2003 bis 2004 studierte sie an der Nationalen Akademie für innere Angelegenheiten in Kiew. Darüber hinaus studierte sie von 2003 bis 2005 am Institut für geistiges Eigentum der Nationalen Akademie der Wissenschaften in Kiew.
Von 2005 bis 2009 arbeitete sie als Leiterin der Rechtsabteilung für Verwaltungsrechte und Schutz des geistigen Eigentums des Bildungs- und Wissenschaftsministeriums der Ukraine. Ab 2009 arbeitete sie als Generaldirektorin der Patentverwertungsagentur der Firma Brand Group.
Im Jahr 2010 erhielt sie ihre amtliche Zulassung als Patentanwältin und im Jahr 2012 die amtliche Zulassung als Rechtsanwältin. 2014 gründete sie ihre eigene Anwaltskanzlei. Im selben Jahr war sie auch als Dozentin für Zivilrecht an der Kiewer Universität für Rechtswissenschaften tätig.
Bei der Parlamentswahl in der Ukraine 2014 war Syssojenko auf Listenplatz 25 der Partei Samopomitsch und wurde als Abgeordnete in die Werchowna Rada gewählt.

## Privates
Syssojenko hat einen Sohn.